# 涅代尔斯坦泽 (摩泽尔省)
涅代尔斯坦泽（法語：Niederstinzel）是法国摩泽尔省的一个市镇，属于萨尔堡区（Sarrebourg）费内特朗格县（Fénétrange）。该市镇总面积12.96平方公里，2009年时的人口为250人。

## 人口
涅代尔斯坦泽人口变化图示